# 儒州 (黔州都督府)
儒州（新唐書作濡州）是唐宋的一個羈縻州，其轄地在今重慶市廣西省貴州省交界附近一帶地方，是招撫當地土著所設置的州縣，一般由其頭人任州官，唐代屬黔州都督府，宋代屬夔州路紹慶府。